# Уотървю Тауър
Уотървю Тауър, е хотел-небостъргач, намиращ се в град Чикаго, Илинойс, САЩ, завършен през 2014 г.
Планирано е сградата да бъде завършена през 2009, като тогава да бъде 5-а по височина сграда в Чикаго. Височината по проект е 319 метра и 90 етажа. Хотелската част е предвидена да бъде разположена между 12-и и 27-и, а между 30-и и 88-и етаж да бъдат разположени апартаменти.